# Wind Cave nationalpark
Wind Cave nationalpark ligger i Custer County i delstaten South Dakota i USA. Under jord finns ett komplext grottsystem som fått sitt namn från ett litet ingångshåll som det blåste ur. Ovan jord finns prärie och tallskog tillsammans med bufflar.
Grottorna får bara besökas med guide.